# インコ
インコ（鸚哥/音呼、英: true parrots）は、オウム科を除く広義の“インコ科”（Psittacidae）に属する鳥の総称で、オウム目（Psittaciformes）を構成するふたつの科のうちの一つとされていた。オウム科（Cacatuidae）の鳥（オウム cockatoo）も含めて英語ではオウム目の鳥類を parrots とよぶが、オウムとその他のインコ類 true parrots とは区別されている。インコはオウムよりも広く分布しており、アメリカ、アフリカ、アジア、オーストラリアとポリネシアに至る太平洋東方まで生息している種がある。
かつてのインコ科は、インコ亜科 (一般のインコとその仲間) とヒインコ亜科のふたつの亜科から構成された。しかしこれとは異なる分類法もあり、これらふたつのグループがインコ科（Psittacidae）とヒインコ科（Loriidae）と呼ばれ、正規の科として記述される場合もあった。またオウム類をオウム亜科としてインコ科（＝オウム科）に含めることもあった。オウムとヒインコ類を除くインコ類はアラゲインコ亜科・インコ亜科・ケラインコ亜科・フクロウオウム亜科・ミヤマオウム亜科の5亜科とされ、オウム亜科・フクロウオウム亜科・ミヤマオウム亜科を除いたインコ科とヒインコ科の種がインコとされた。
のちの分類体系では上記のインコ科・ヒインコ科の単系統性は否定されており、旧インコ科Psittacidaeとヒインコ科はインコ科（Psittaculidae、アジア・太平洋・オーストラリア産のインコ類）、ヨウム科（Psittacidae、アフリカとアメリカ大陸産のインコ類）、フクロウオウム科（Strigopidae、フクロウオウムとミヤマオウム類）の3科に分けられた。
ほとんどのオウム目の鳥がそうであるようにインコ科の鳥も基本的に種子食である。個々の種によって多少バリエーションがあり、果実、ナッツ、葉そして昆虫や、時には他の動物を捕食するものも種類によっては存在する。ヒインコは主に花の蜜を食べているが、他のインコも同様に蜜を食べる。ほとんどのインコは木のウロに巣をかけ、一夫一婦でつがいを作る。
九官鳥と同様、教えることによって人語やその他の音声をまねて発声するようになる。記録では、100語以上発話できた個体もいる。

## 形態
保護色とは異なる鮮やかな色彩の羽毛をもつことが多い。
嘴は湾曲し、穀物および種子類の殻を割りやすくなっているほか、木の枝や鳥かごを咥えてよじ登ったり移動したりする。
雌雄の区別は見た目ではわからない種類が多い。

## 系統学
オウム目はオウム科、インコ科のふたつの科から成る。
- インコ科 Psittacidae （true parrots）
  - ヒインコ 亜科（ローリー、ロリキート）
  - インコ亜科（一般のインコとその仲間）
    - Arini 族(南米産インコ)
    - Cyclopsitticini 族(イチジクインコ属)
    - Micropsittini 族(ケラインコ属)
    - Nestorini 族(ケア、カカ)
    - Platycercini 族(ヒラオインコ属など)
    - Psittrichadini 族(アラゲインコ)
    - Psittacini 族(ヨウム、ハネナガインコ属など)
    - Psittaculini 族(ホンセイインコ属、サトウチョウ属など)
    - Strigopini 族(フクロウオウム)

## ギャラリー

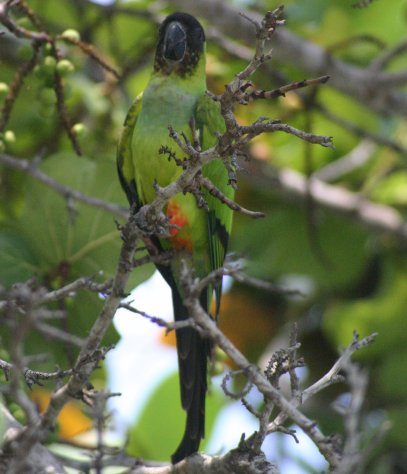
クロガミインコ 南米でよく見られる種類
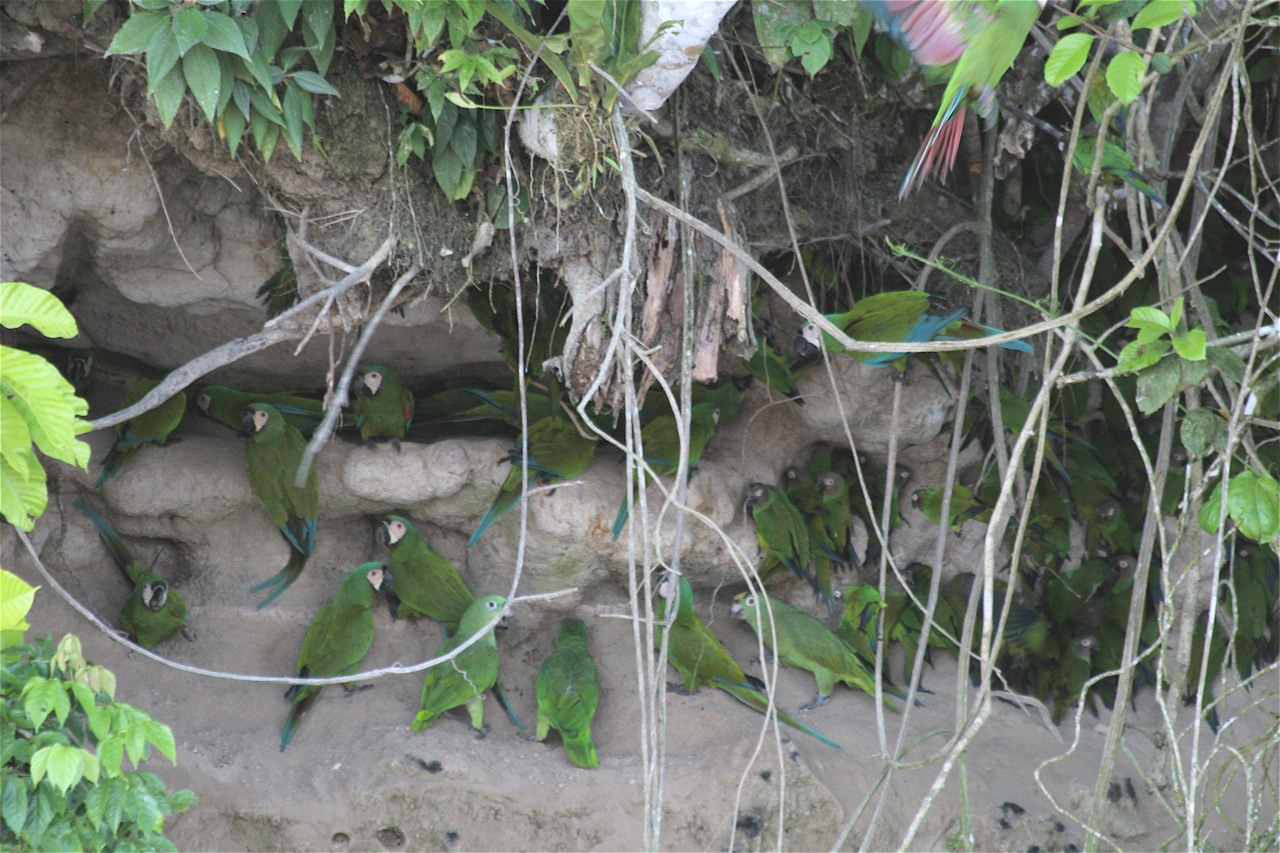
エクアドルで粘土をついばんでいるヒメコンゴウインコ、キガシラムジボウシインコ、 シモフリインコ
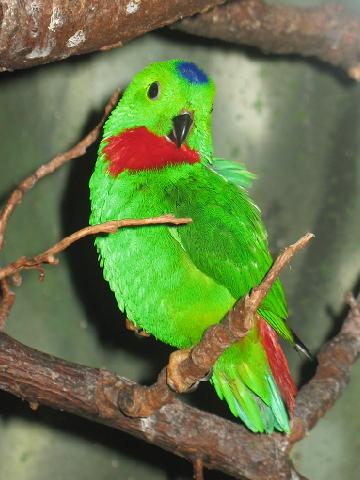
鳥類で唯一逆さまで眠る習性をもつサトウチョウ（英語版）
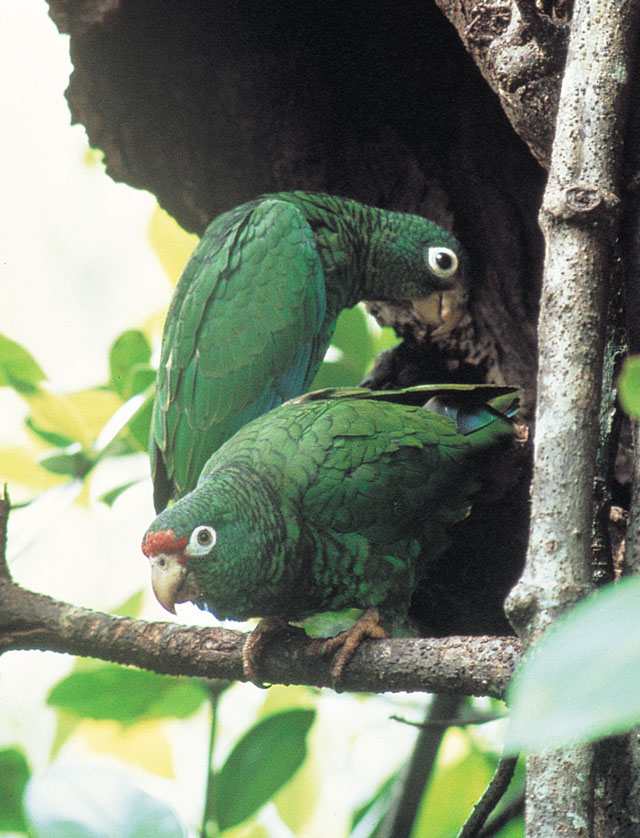
営巣地のアカビタイボウシインコ
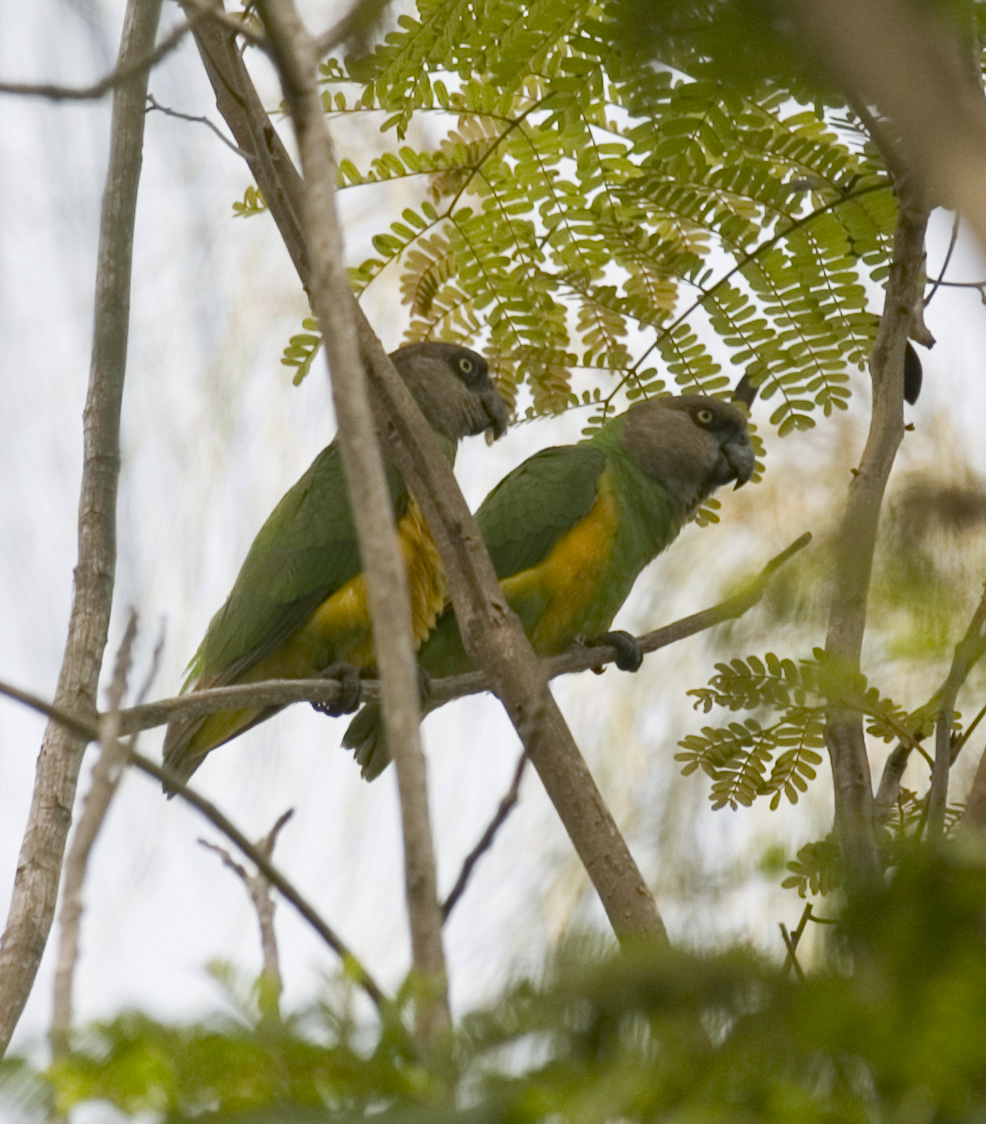
ネズミガシラハネナガインコ
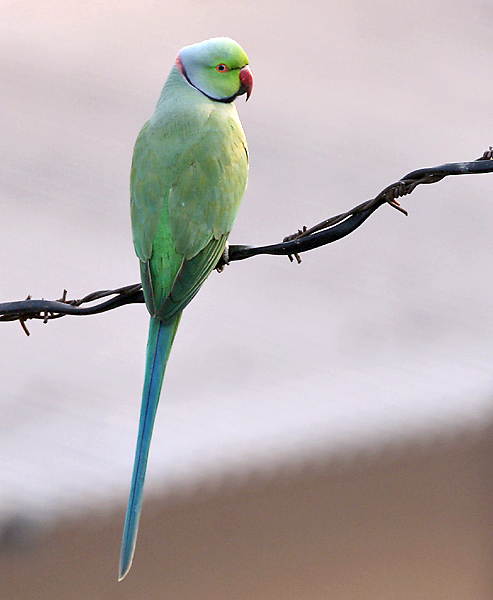
ワカケホンセイインコ　アジア、アフリカで一般的な種類でヨーロッパやアメリカにも移入種として生息
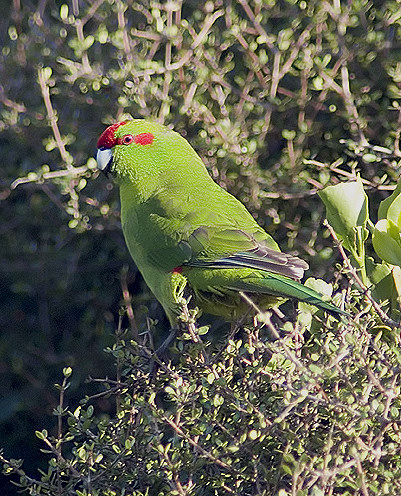
ニュージーランドの メキシコアカボウシインコ
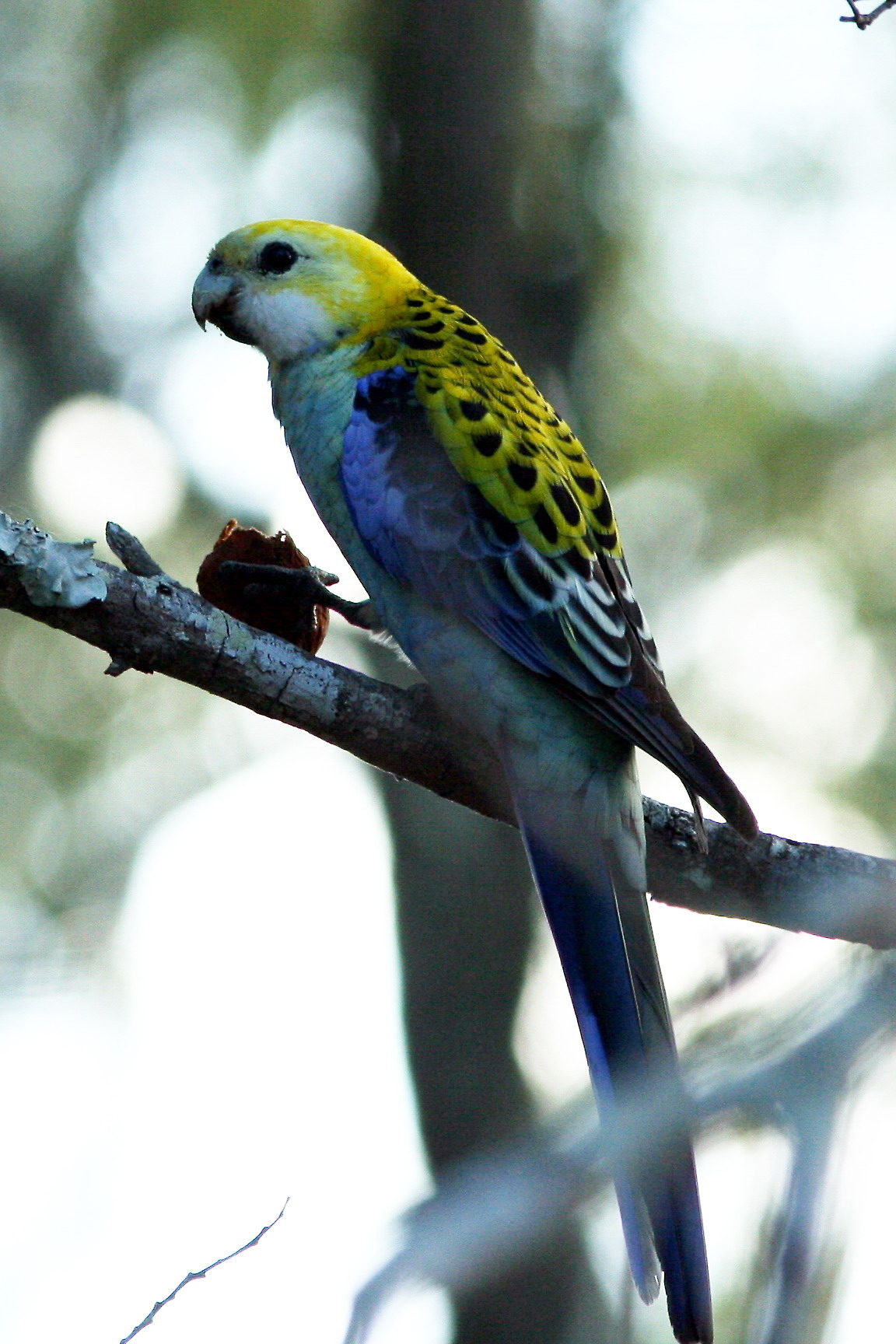
オーストラリアの ホオアオサメクサインコ
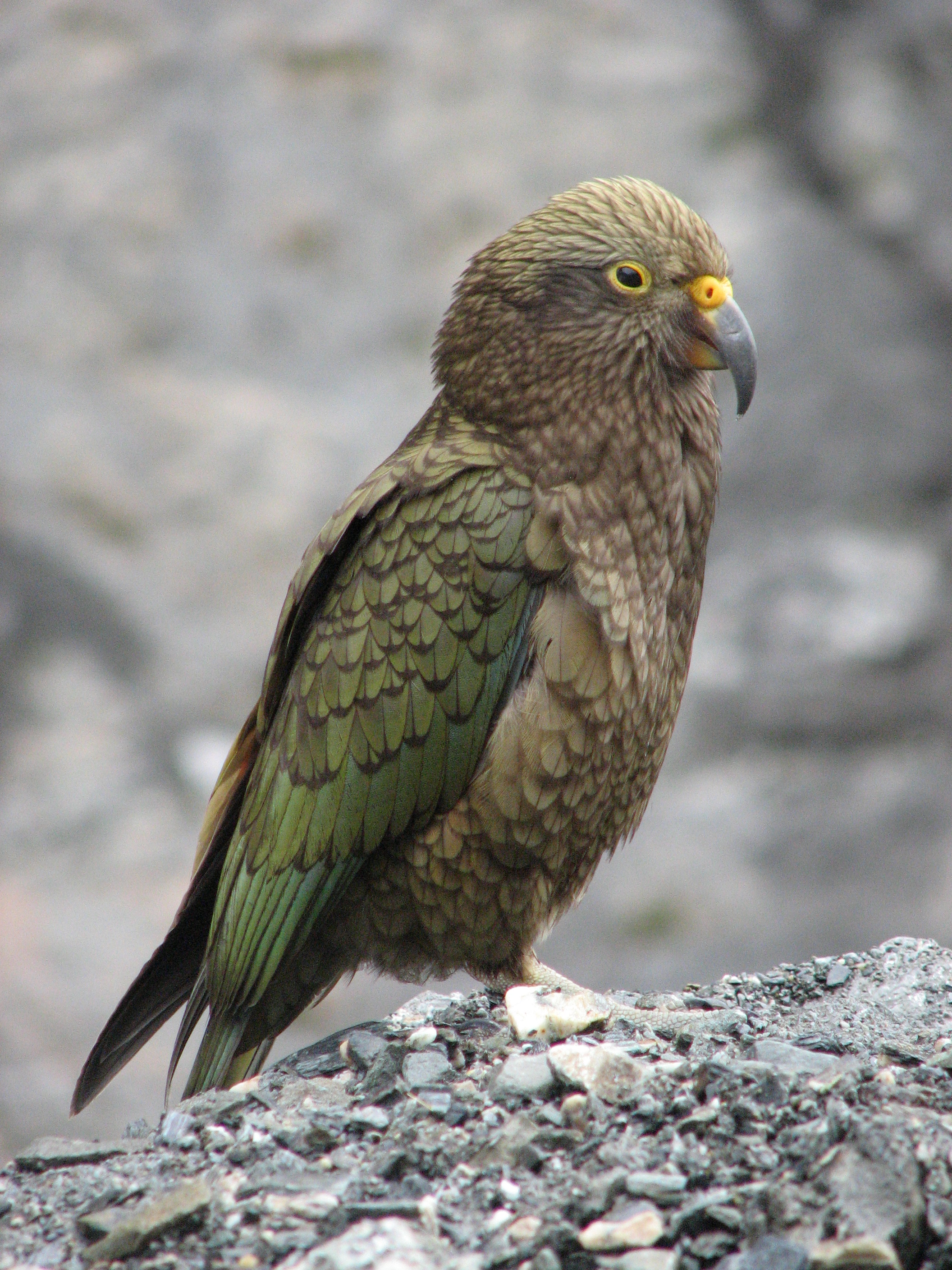
ニュージーランドの ミヤマオウム（ケア）
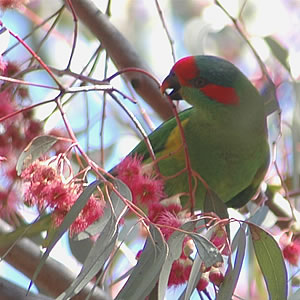
オーストラリアの ジャコウインコ
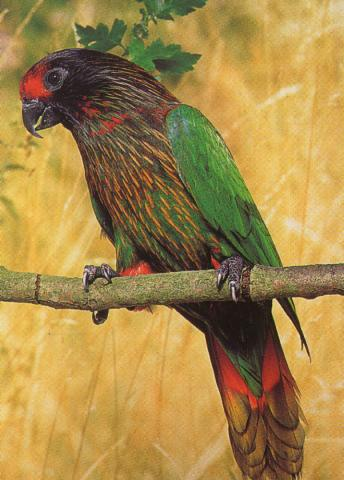
キスジインコ ニューギニア
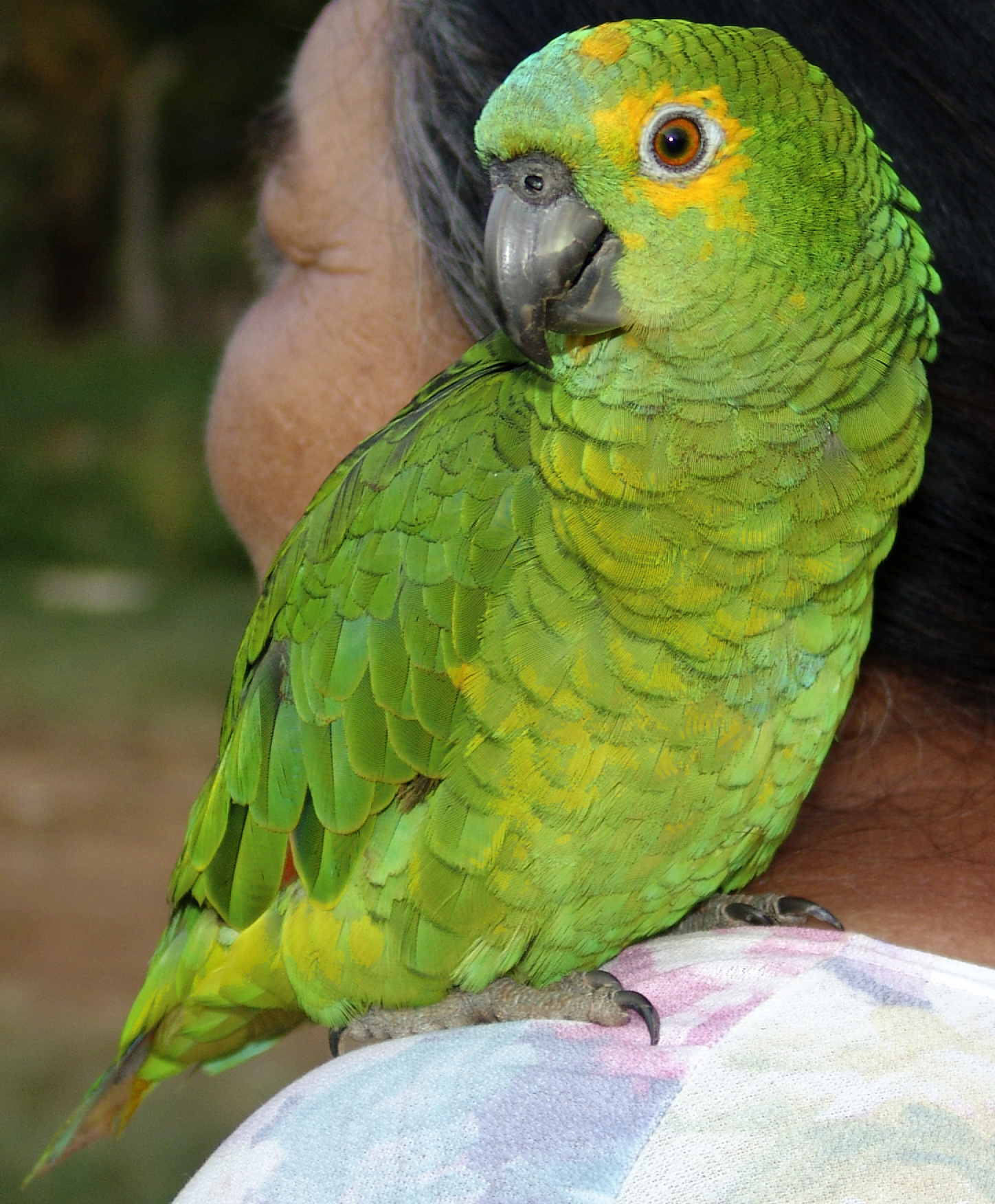
アオボウシインコ
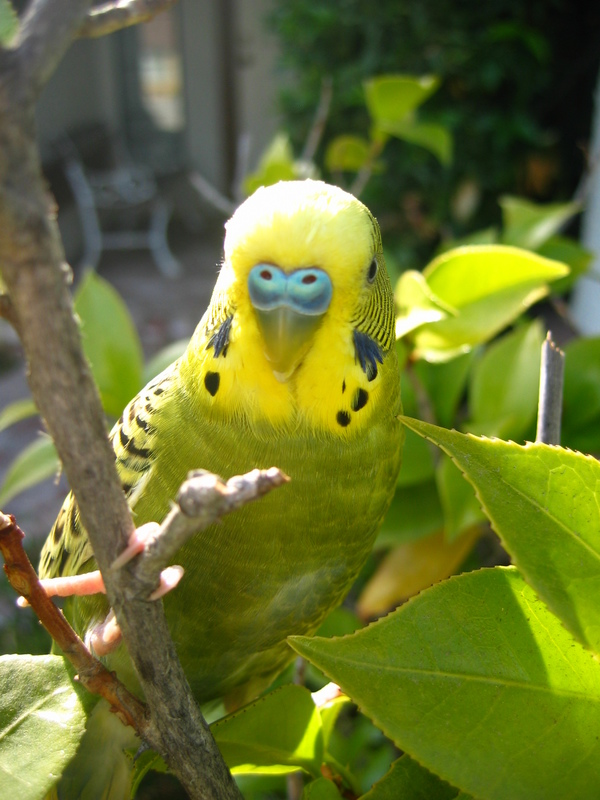
セキセイインコ オーストラリア
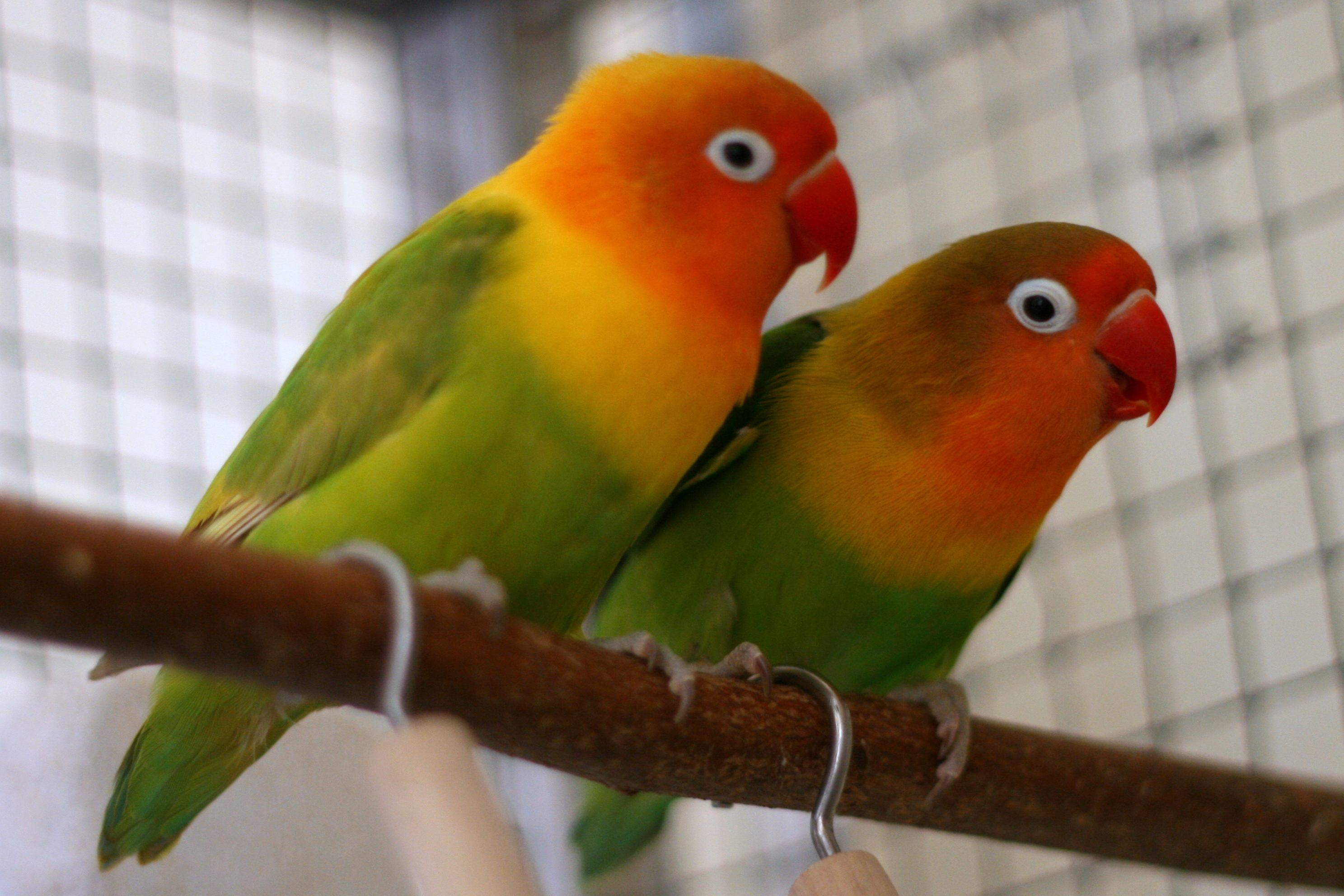
ルリゴシボタンインコ アフリカ
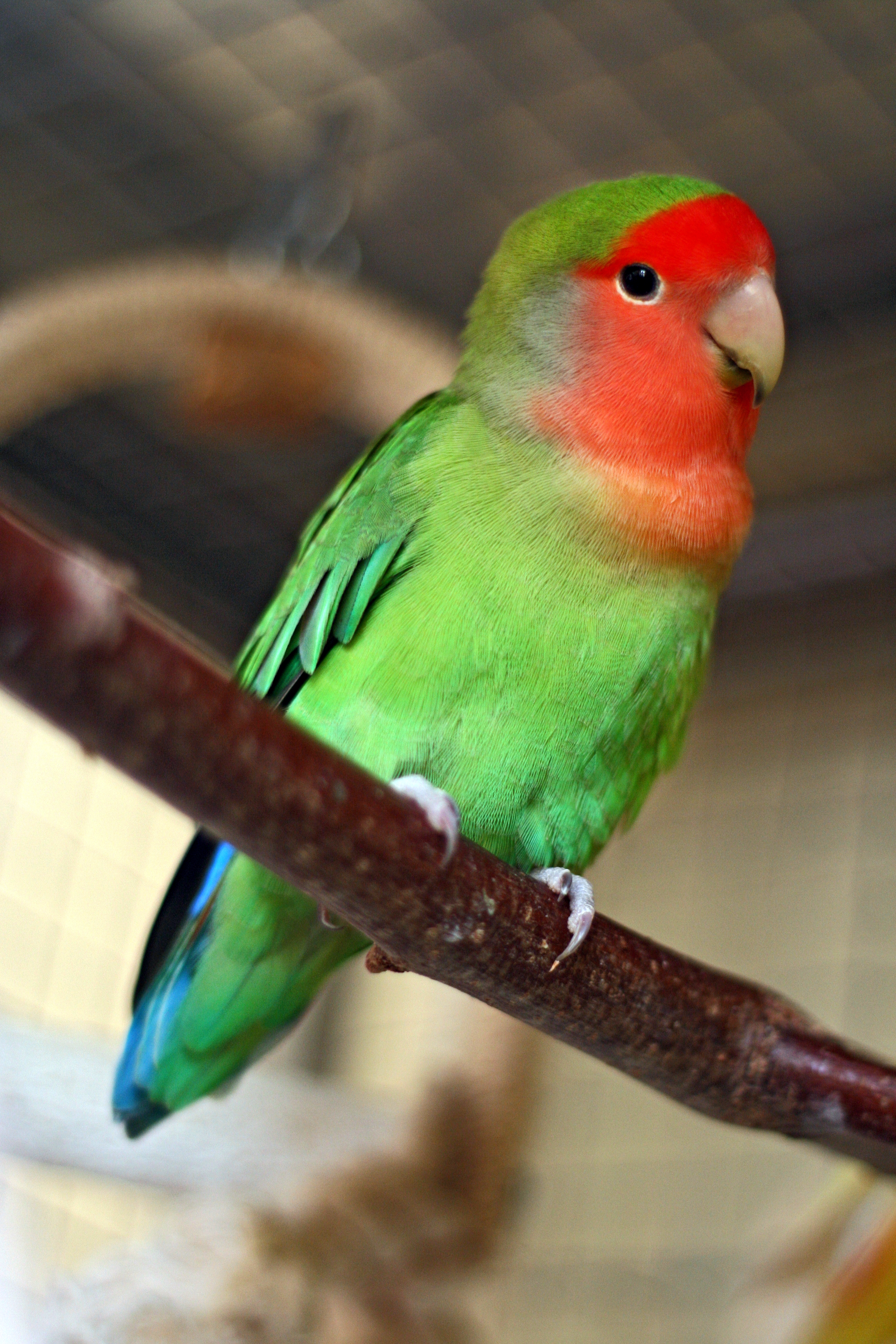
コザクラインコ アフリカ
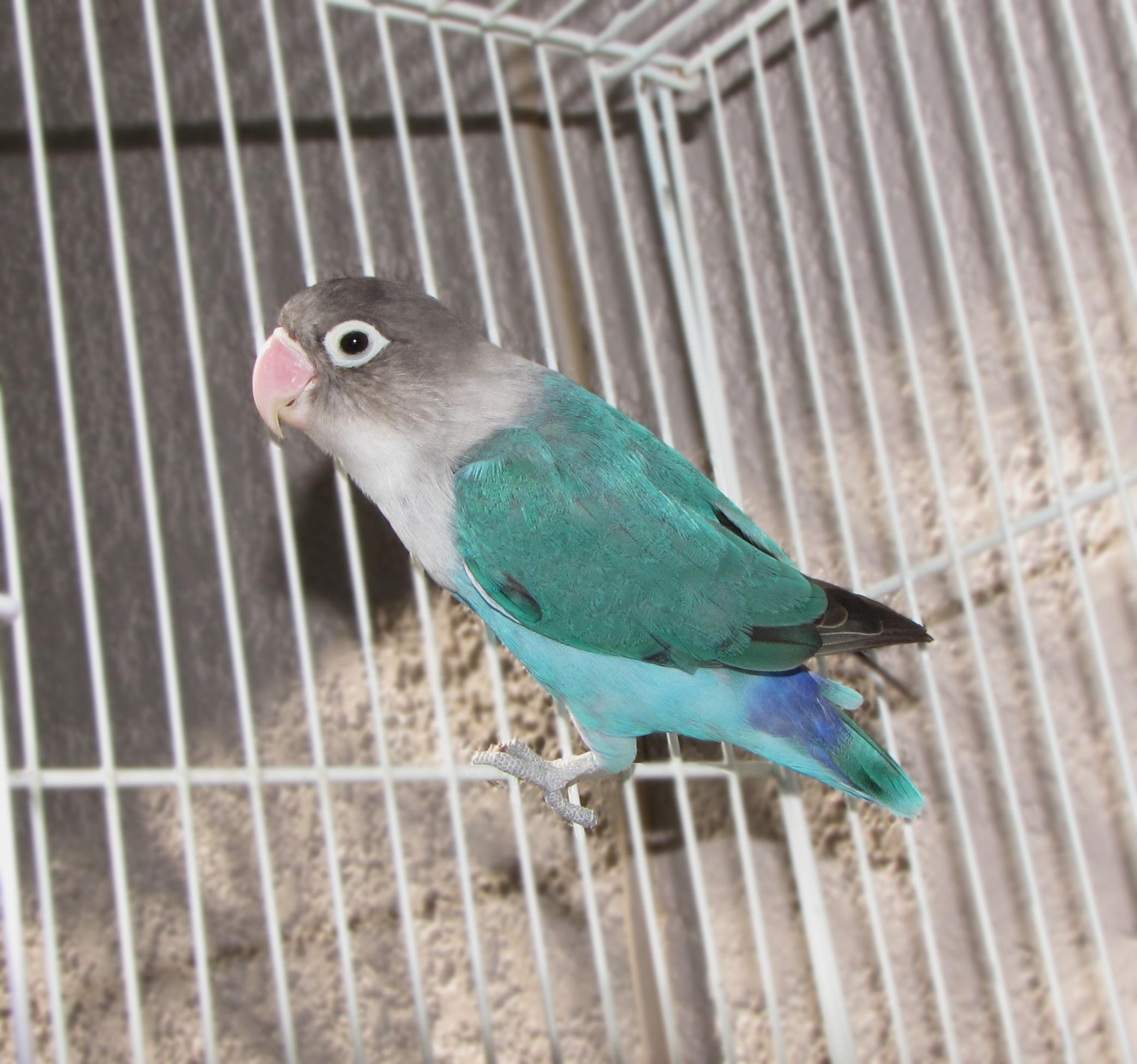
ボタンインコ アフリカ
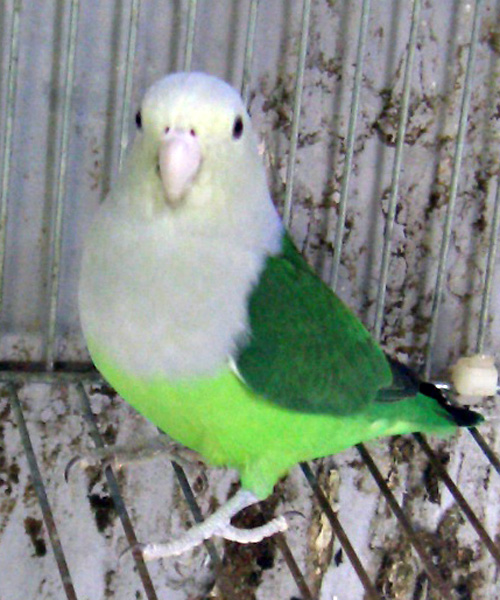
カルカヤインコ

## 種名リスト
- Species list sortable alphabetically by common or scientific name
- Species list in taxonomic order

## 書籍
- Bruce Thomas Boehner - Parrot Culture. Our 2,500-year-Long Fascination with the World's Most Talkative Bird (2004)